# Roy Ruk Hak Liam Tawan
Roy Ruk Hak Liam Tawan (tailandés: รอยรักหักเหลี่ยมตะวัน, inglés: The Rising Sun), es una serie de televisión tailandesa transmitida del 16 de julio del 2014 hasta el 1 de octubre del 2014 por medio de la cadena Channel 3. 
La serie es la primera entrega de "Roy Tawan Series", la segunda entrega Roy Fun Tawan Duerd fue transmitida en el 2014.

## Sinopsis
Praedow "Seiko", es una joven estudiante tailandesa que acaba de obtener una beca de Japón para su maestría en economía, cuando el joven Takeshi Onizuka, el segundo hijo de la poderosa familia Onizuka la conoce queda impresionado y comienza a seguirla a distancia pero no se atreve a acercarse a ella.
Al darse cuenta de que Takeshi está enamorado de Praedow, pero no se anima a decírselo, su primo, Ryu Onizuka lo ayuda, finalmente Takeshi comienza a acercarse a Praedow, sin embargo cuando ella descubre que son miembros de gokudō, una poderosa y astuta familia, se asusta y decide alejarse de ellos, a pesar de esto Takeshi no se da por vencido y hace todo lo posible por estar cerca de ella. 
Para complicar aún más las cosas, Takeshi está comprometido con Aiko Mizawa, luego de que su padre arreglara el matrimonio con otra familia poderosa. Aunque Aiko está enamorada de Takeshi, el no la ama, ya que está enamorado de Praedow además de que Aiko es una mujer egoísta, vengativa y negativa.
Cuando su padre Ichiro Onizuka, su madre Hideko, su hermano mayor Daisuke y su cuñada, son asesinados por sus enemigos a causa de un coche bomba, Takeshi se ve obligado a convertirse en el siguiente "Oyabun", el nuevo líder del clan Onizuka. Decidido a vengar a su familia Takeshi jura no casarse hasta vengarse de los responsables de su muerte, lo que enfurece a Aiko.
Cuando sus enemigos secuestran a Praedow, Takeshi arriesga su vida para rescatarla y decide protegerla, inmediatamente la invita a quedarse en su casa y anuncia que es su amante, y así se convierte en parte del clan Onizuka. Poco después finalmente ambos revelan sus sentimientos y comienzan una relación.
Como cabeza de la familia, sus rivales comienzan a atacarlo en su punto más débil, la mujer que ama, quien pronto se convierte en la presa y marca de todos sus enemigos, entre ellos de la celosa Aiko.
Por otro lado, Ryu, a pesar de ser un joven al que le gusta divertirse, comienza a acercarse y enamorarse de Mayumi Takahashi, su prometida.

## Reparto

### Personajes principales
| Actor                     | Personaje               | Ocupación                                   | N.º de episodios | Duración |
| ------------------------- | ----------------------- | ------------------------------------------- | ---------------- | -------- |
| Mario Maurer              | Takeshi "Tawan" Onizuka | Miembro y Líder del Clan Onizuka            | 11               | 2014     |
| Natapohn "Taew" Tameeruks | Praedow "Seiko"         | Prometida de Takeshi                        | 11               | 2014     |
| Nadech Kugimiya           | Ryu Onizuka             | Miembro del Clan Onizuka / Primo de Takeshi | 11               | 2014     |
| Urassaya Sperbund         | Mayumi Takahashi        | Prometida de Ryu                            | 11               | 2014     |

### Personajes secundarios
| Actor                          | Personaje            | Ocupación                                            | N.º de episodios | Duración |
| ------------------------------ | -------------------- | ---------------------------------------------------- | ---------------- | -------- |
| Thanakorn "Au" Posayanon       | Tío Koji Sasaki      | Guardaespaldas de Ichiro / Miembro del Clan Onizuka  | 11               | 2014     |
| Phanudet Watanasuchart         | Tío Masato           | Guardaespaldas de Ichiro / Miembro del Clan Onizuka  | 11               | 2014     |
| Niti "Job" Samutkojorn         | Tío Kazuma           | Guardaespaldas del Ichiro / Miembro del Clan Onizuka | 11               | 2014     |
| Sawit Tetphuwanon              | Taro Sasaki          | Guardaespaldas de Takeshi / Hijo de Koji             | 11               | 2014     |
| Kosawis Piyasakulkaew          | Katsu                | Guardaespaldas de Takeshi                            | 11               | 2014     |
| -                              | Seki                 | Guardaespaldas de Takeshi                            | 11               | 2014     |
| Dom Haetrakul                  | Renki Mizawa         | Líder del Clan Mizawa / Enemigo de los Onizuka       | 11               | 2014     |
| Saranyoo "Beam" Prachakrit     | Satoshi Mizawa       | Hijo de Renki / Miembro del Clan Mizawa              | 11               | 2014     |
| Pat Napapa Thantrakul          | Aiko Mizawa          | Hija de Renki / Miembro del Clan Mizawa              | 11               | 2014     |
| -                              | Soryo Mizawa         | Miembro del Clan Mizawa                              | -                | 2014     |
| Suriyont "Deaw" Arunwattanakul | Sato "Kenji" Kenichi | Hijo Adoptivo de Renki / Miembro del Clan Mizawa     | 11               | 2014     |
| -                              | Hiro Takahashi       | Padre de Mayumi                                      | -                | 2014     |
| Klomklom Khwanruedi            | Tamako Takahashi     | Madre de Mayumi                                      | -                | 2014     |
| Boromwuti "Mick" Hiranyatithi  | Yama                 | -                                                    | -                | 2014     |
| Jessica "Jessie" Pasaphan      | Miyoko Abe           | Amiga de Praedow                                     | -                | 2014     |
| Krunnapol "Petch" Teansuwan    | Hiro Abe             | -                                                    | -                | 2014     |
| Songsit "Kob" Rungnopakunsi    | Mizaki Osamu         | -                                                    | -                | 2014     |
| Kosawis "Pok" Piyasakulkaew    | -                    | -                                                    | -                | 2014     |
| -                              | Juro                 | Guardaespaldas del Clan Mizawa                       | 4                | 2014     |
| Chatayodom "Chai" Hiranyatithi | Ichiro Onizuka       | Líder del Clan Onizuka / Padre de Takeshi y Daiuke   | 3                | 2014     |
| Sarocha "Tao" Watitapun        | Hideko Onizuka       | Miembro del Clan Onizuka / Esposa de Ichiro          | 3                | 2014     |
| Van Premprida                  | Daisuke Onizuka      | Miembro del Clan Onizuka / Hermano Mayor de Takeshi  | 3                | 2014     |
| Nuit Jatdaporn                 | Kumiko Onizuka       | Miembro del Clan Onizuka / Esposa de Daisuke         | 3                | 2014     |
| -                              | Koro                 | Guardaespaldas del Clan Mizawa                       | 3                | 2014     |
| -                              | Suji                 | Guardaespaldas del Clan Mizawa                       | 3                | 2014     |
| -                              | Ayako                | Ama de Casa del Clan Onizuka                         | 1                | 2014     |
| Pitchaya "Golf" Nitipaisalkul  | Yuji Kobayashi       | -                                                    | 1                | 2014     |

## Episodios
La serie estuvo conformada por 11 episodios, los cuales fueron emitidos cada miércoles y jueves a través de Channel 3.

## Música
La serie contó con la música ไม่รักคนอื่น ("I Don't Love Anyone Else") de ETC, ไม่ใช่ไม่รัก ("Is Not Because I Don't Love You") de Kate Briohny Rodphothong Smyth, Cross Love de Lula & Narongvit, y la versión japonesa de rock de Cross Love" por Instinct.

## Premios y nominaciones
| Año  | Categoría                         | Premio                        | Nominado (a)    | Resultado |
| ---- | --------------------------------- | ----------------------------- | --------------- | --------- |
| 2015 | Best Leading Drama Actor          | 1st Maya Award                | Mario Maurer    | Nominado  |
| 2015 | Drama Actor of the Year           | 4th Daradaily The Great Award | Mario Maurer    | Nominado  |
| 2015 | Best Leading Actor                | 6th Annual Nattaraj Award     | Nadech Kugimiya | Ganó      |
| 2015 | Best Leading Actor                | TV Gold Award                 | Nadech Kugimiya | Ganó      |
| 2015 | Popular Leading Actor of the Year | SeeSan Bunterng Award         | Mario Maurer    | Ganó      |
| 2014 | Leading Actor of the Year         | 1st TrueLife Award            | Mario Maurer    | Nominado  |
| 2014 | Most Popular Actor                | TV3 Fanclub Award             | Mario Maurer    | Nominado  |

## Producción
La serie fue dirigida por Num Krit Sukramongkon, producida por Jett Nattapong y escrita por Kartarhut Butsapaket.
La serie realizó sus filmaciones en Chiba, Japón en el 2013.
Contó con el apoyo de la compañía de producción "Maker Group" y fue distribuida por "Channel 3".